# 高雄市立英明國民中學
高雄市立英明國民中學（英語：Kaohsiung Municipal Ying-Ming Junior High School，簡稱英明國中），是一所位於臺灣高雄市苓雅區的小型國民中學，是三明之一，以校風勤樸、生活教育人性化著稱，師生關係良好，教學品質為家長所讚許。

## 歷史

### 校史
- 七十八年八月高雄市政府教育局派周忠信先生為籌備處主任。
- 七十九年四月第一期校舍動土開始，八十一年三月完工。
- 七十九年七月開始招收第一屆學生。
- 八十一年元月，第二期校舍動土開始，八十二年七月完工。
- 八十三年二月，第三期校舍動土開始，八十四年七月完工。

### 歷任校長
- 第一任：周忠信（1990年9月1日 - 1995年7月31日）
- 第二任：胡敏霞（1995年8月1日 - 2001年7月31日）
- 第三任：楊增門（2001年8月1日 - 2005年7月31日）
- 第四任：呂淑媛（2005年8月1日 - 2011年7月31日）
- 第五任：洪杏杰 (2011年8月1日 - 2018年7月31日）
- 第六任: 徐東弘 (2018年8月1日 - 2022年7月31日)
- 第七任：田佳立 （2022年8月1日- 迄今）

英英白雲，壯麗壽山。
巍巍黌宮，遙矗其東。
日精月華，孕育林德。
英明吾校，雄踞其中。
薰沐有鴻儒，往來無白庸。
英揚勤奮，明道樂教，吾校所宗。
英明國中，誨人不倦，薪火熊熊。
英明國中，學而無厭，弦歌融融。

校訓School motto
英揚          勤奮       明道          樂教
Vigorousness  Diligence   Enlightenment  Enthusiasm
願景Visions
友善         優質       愛鄉        E化
Friendliness  Excellence  Globalism  E-learning

## 校舍
- 英明樓
- 沐風樓
- 至真樓
- 至善樓
- 至美樓
- 霑雨樓

## 校隊

### 管絃樂團
- 民國84年成立於管樂社團
- 89學年度，新增絃樂部分，並開始由劉民忠先生[2]接手指導。
- 90學年度起，在每年的全國學生音樂比賽中屢獲佳績，成果豐碩。
- 每年會在文化中心至善廳舉辦成果發表會，且曾至各級學校、各個活動開幕演奏，屢獲各界好評。

### 羽球
歷年全國羽球賽多次獲得佳績，也培育出數名羽球國手。

#### 全國羽球團體錦標賽
- 94年度國女組團體第二名
- 95年度國男組團體第一名
- 95年度國女組團體第四名
- 96年度國男組團體第二名、第六名
- 97年度國男組團體第二名
- 98年度國男組團體第三名
- 99年度國男組團體第二名
- 100年度國男組團體第三名

#### 全國青少年羽球錦標賽
- 94年中男組團體第一名
- 94年中女組團體第六名
- 94年中男組單打第一名
- 94年中女組單打第六名
- 94年中女組雙打第四名
- 94年中女組雙打第四名
- 95年中男組單打第四名
- 95年中男組雙打第三名
- 95年中女組雙打第四名
- 96年中男組團體第四名
- 96年中男組雙打第四名
- 98年中男組團體第五名
- 99年少男中組團體第六名
- 100年國男組團體第一名
- 101年國男組雙打第三名

#### 全國中等學校運動會羽球賽
- 101年國男組團體第三名
- 101年國男組雙人第五名
- 102年國男組雙打第二名
- 104年國男組團體第四名
- 104年國女組團體第六名
- 104年國女組單打第八名
- 107年國男組團體第一名
- 108年國男組團體第一名
- 109年國男組團體第二名

#### 全國國中盃羽球錦標賽
- 103年國男組團體第五名
- 103年國女組團體第五名

#### 高雄市中等學校運動會羽球賽
- 103年國男組團體第一名
- 103年國男組單打第一名
- 103年國男組雙打第一名
- 103年國男組雙打第三名
- 103年國女組雙打第五名

#### 高雄港都盃全國羽球錦標賽
- 2013國男組雙打第二名
- 2013國男組雙打第五名

## 校友

### 國手
- 謝裕興【土地銀行】
- 簡毓瑾【土地銀行】
- 吳俊緯【合作金庫】
- 莊智淵【合作金庫】

## 資料來源
- 英明國中全球資訊網 （页面存档备份，存于）
- 青少年盃｜中華民國羽球協會 （页面存档备份，存于）